# Кок (річка)
Кок (тай. กก) — річка в М'янмі та Таїланді.
Довжина річки — 285 км. Витоки річки знаходяться в штаті Шан в М'янмі. У Північному Таїланді Кок протікає по провінціях Чіангмай та Чіанграй, де впадає в Меконг.
З великих міст на річці розташований Чіанграй, який, за легендою, заснований у 1262 на тому місці, де Менграй Великий знайшов свого слона-втікача. 
У 7 епізоді 21 сезону передачі Top Gear її ведучі побудували міст через річку Кок.